# Kazimierz Budzik
Kazimierz Budzik (ur. 17 września 1919 w Łękawicy, zm. 12 listopada 2014 w Wielkiej Brytanii) – kapitan pilot Polskich Sił Powietrznych w Wielkiej Brytanii, kawaler Orderu Virtuti Militari.

## Życiorys
Syn kapitana Józefa Budzika oraz Marii z Sandów. Miał troje rodzeństwa.
Uczęszczał do szkoły w Tarnowie, którą ukończył w wieku 17 lat. Od 3 stycznia 1938 r. rozpoczął naukę w Szkole Podchorążych Lotnictwa w Dęblinie. Przebywał tam do 26 czerwca 1939 r. Początkowo latał na samolotach RWD oraz PWS-26, później na maszynach PZL P.7, na których szkolił się na pilota myśliwca. Od 3 lipca 1939 roku do 1 września 1939 roku przebywał w Ułężu, gdzie również odbywał szkolenie. 
Po wybuchu II wojny światowej został awansowany do stopnia podporucznika (XIII promocja) i otrzymał rozkaz przedostania się do Rumunii. Z portu Konstanca udał się do Bejrutu w Syrii, która wówczas była kolonią francuską. Następnie wraz z innymi polskimi pilotami przy pomocy francuskiego okrętu przedostał się do Marsylii we Francji skąd trafił do Pau, gdzie przez krótki czas służył w Polskich Siłach Powietrznych we Francji szkoląc się na maszynach Potez XXV. Po przerwaniu działań wojennych przez Francję, przez port w Vendres dostał się do Oranu i dalej do Casablanki. Przez Gibraltar trafił się do Liverpoolu. Było to w latem 1940 roku.
W Wielkiej Brytanii szkolił się na pilota myśliwca najpierw w Eventon, a następnie w Shropshire, gdzie po raz pierwszy latał na samolotach typu Spitfire. We wrześniu 1941 roku przez krótki czas służył w dywizjonie 303, a następnie został skierowany do Northolt do dywizjonu 308. W maju 1943 roku pracował w Air Fighting Development Unit w Wittering. Następnie w czerwcu ponownie powrócił do latania na samolotach Spitfire tym razem w dywizjonie 306. Od września 1943 roku uczestniczył w licznych akcjach typu Ramrod, osłaniających bombowce oraz w ofensywnych misjach samolotów myśliwskich szczególnie nad Kanałem La Manche oraz północną Francją. W maju 1944 roku został skierowany do dywizjonu 317. Brał udział akcjach przygotowujących lądowanie wojsk we Francji. W dniu Lądowania w Normandii, 6 czerwca 1944 r. wraz ze swoim dywizjonem patrolował plaże zdobywane przez aliantów. Jesienią 1944 roku awansował na stopień kapitana i powrócił do dywizjonu 308 jako dowódca eskadry. Wiosną 1945 roku został instruktorem 61. Szkolenia Bojowego (OTU), a także 25. kursu pilotażu w Szkole Początkowego Pilotażu (EFTS). We wrześniu 1945 roku został skierowany do dywizjonu 309. W tym czasie latał na maszynach Mustang III. W styczniu 1946 roku ponownie trafił do dywizjonu 303. Latał na maszynach Mustang IV. Pozostał tam aż do opuszczenia Polskich Sił Powietrznych w 1946 roku.
Kpt. Kazimierz Budzik został sklasyfikowany na 432. miejscu Listy Bajana z uznanym jednym uszkodzonym samolotem nieprzyjaciela.

## Ordery i odznaczenia
- Krzyż Srebrny Orderu Virtuti Militari[5].
- Krzyż Walecznych – czterokrotnie[6]
- Medal Lotniczy  czterokrotnie[7][8]